# Steinfeld, Sudliche Weinstrasse
Steinfeld là một đô thị thuộc huyện Südliche Weinstraße, trong bang Rheinland-Pfalz, phía tây nước Đức. Đô thị này có diện tích 14,88 km², dân số thời điểm ngày 31 tháng 12 năm 2006 là 1932 người.